# Septembre 2002

## Dimanche1erseptembre 2002
- À Saint-Sébastien dans le Pays basque, cinq à sept mille manifestants contre la suspension de Batasuna. Des affrontements ont lieu avec la police, et une bombe de l'ETA est désamorcée à Bilbao.
- Formule 1 : Grand Prix automobile de Belgique.

## Lundi2 septembre 2002
- La terre et l'humanité sont en péril. Discours de Jacques Chirac au sommet de Johannesbourg sur le développement durable[1].

## Mardi3 septembre 2002
- En France, rassemblement d'immigrés en situation irrégulière à Paris, place du Châtelet. Le préfet annonce à la délégation reçue que les dossiers seront examinés cas par cas.

## Mercredi4 septembre 2002
- Du 4 au 18 octobre, dans l'affaire Papon, la Cour d'appel de Paris examine la requête en « suspension de peine pour raison médicale » déposée par Maurice Papon, 92 ans, condamné en 1998 à 10 ans de prison pour « complicité de crime contre l'humanité ». Malgré l'avis du parquet, la cour d'appel suspend la peine. Quelques manifestants protestent devant le domicile de Maurice Papon à Gretz-Armainvilliers en Seine-et-Marne. Le 19, le garde des Sceaux Dominique Perben demande au parquet de former un pourvoi en cassation.
- Le président George W. Bush traite le régime de Bagdad de « régime hors-la-loi » et déclare au Congrès que « ne rien faire... n'est pas une solution ».
- À Johannesbourg en Afrique du Sud, clôture du deuxième sommet de la Terre. Un plan d'action non contraignant a été adopté.

## Jeudi5 septembre 2002
- Attentat à la voiture piégée dans le centre de Kaboul en Afghanistan : une dizaine de morts. Le même jour, dans la soirée, un tireur ouvre le feu contre la voiture du président Hamid Karzai qui est indemne, mais tuant 2 personnes.
- Le 5 et le 8 septembre, la télévision qatarie Al Jazeera diffuse un entretien en deux parties, réalisé en juin à Karachi au Pakistan, avec deux dirigeants d'Al-Qaïda, le Koweïtien Khaled Cheikh Mohammed, et le Yéménite Ramzi ben Al-Shaiba, dans lequel ils revendiquent l'organisation logistique des attentats du 11 septembre.

## Vendredi6 septembre 2002
- Grâce à des photos satellites, de nouvelles infrastructures auraient été détectées sur un ancien site nucléaire en Irak, selon un expert de l'Agence internationale de l'énergie atomique. Le 7, le président George W. Bush et le premier ministre britannique Tony Blair, réunis à Camp David, estiment que c'est une preuve de « menace réelle ».

## Samedi7 septembre 2002
- Les 7 et 8 septembre, manifestations à Guernica et à Saint-Sébastien dans le Pays basque contre la suspension de Batasuna.

## Dimanche8 septembre 2002
- En Autriche, deux ministres du parti FPÖe (droite populiste) démissionnent du gouvernement du chancelier Wolfgang Schüssel. Ces deux ministres sont Suzanne Riess-Passer, vice-chancelière et présidente du FPÖe, et Karl-Heinz Grasser, ministre des Finances. Le 9, le chancelier Schüssel annonce des élections législatives anticipées.
- Décès de l'ancien chef communiste des FTP, puis des FFI d'Île-de-France, Henri Rol-Tanguy, à l'âge de 94 ans. Le 13, ses obsèques sont présidées par Jacques Chirac aux Invalides.
- Lors du 28e Festival du cinéma américain de Deauville, le film Long Way Home de Peter Sollett a obtenu le grand prix.
- Lors de la 59e Mostra de Venise, le film The Magdalene Sisters du Britannique Peter Mullan a obtenu le Lion d'or.
- Dans l'affaire des « photos satellites » d'une centrale irakienne, l'AIEA dément que ces photos puissent apporter une information nouvelle.
  - Le même jour, des journalistes internationaux sont autorisés par le gouvernement irakien à visiter le site incriminé.
  - De son côté, le vice-président Dick Cheney affirme qu'une cargaison d'équipements a été interceptée à destination de l'Irak. Elle aurait comporté, selon la conseillère pour la sécurité nationale, Condoleezza Rice, des « tubes d'aluminium pour centrifugeuses » susceptibles de servir à la mise au point d'une arme nucléaire.

## Lundi9 septembre 2002
- En France, de violents orages ont généré de graves inondations dans le Gard, le Vaucluse et l'Hérault : 24 morts, des milliers de sinistrés et près de 1,2 milliard d'euros de dégâts. La vigilance rouge a été déclenchée pour la première fois par Météo-France.
- En Italie, décret-loi sur la régularisation des immigrés clandestins.
- Dans un rapport publié, l'ISS (Institut international d'études stratégiques), basé à Londres, attire l'attention de la communauté internationale « sur le devoir urgent » de répondre au « problème sans équivalent » posé par l'Irak, qui serait capable de fabriquer une arme nucléaire si le pays disposait de matière fissile.
- En Afghanistan, hommage national à la mémoire du commandant Massoud pour le premier anniversaire de sa mort.
- La télévision qatarie Al Jazeera diffuse un entretien radiophonique attribué à Oussama ben Laden qui revendique les attentats du 11 septembre. Le département américain lance une « alerte mondiale » contre de nouvelles actions terroristes.

## Mardi10 septembre 2002
- La Suisse devient membre des Nations unies.

## Mercredi11 septembre 2002
- Commémoration aux États-Unis des attentats terroristes qui provoquèrent l'écroulement des deux tours jumelles du World Trade Center à New York le 11 septembre 2001.
- Le chef terroriste Ramzi ben Al-Shaiba est capturé à Karachi au Pakistan.

## Jeudi12 septembre 2002
- En France, Michel Bon, président de France Télécom, démissionne.
- 57e Assemblée générale des Nations unies :
  - Le secrétaire général de l'ONU, Kofi Annan, demande au président George W. Bush de n'agir contre l'Irak, que « dans le cadre d'institutions multilatérales ».
  - Le président américain somme Saddam Hussein de « désarmer immédiatement et sans conditions » et enjoint au Conseil de sécurité d'adopter « les résolutions nécessaires » à son encontre, sans quoi le gouvernement américain agira seul.

## Vendredi13 septembre 2002
- Une cellule de 5 terroristes d'origine yéménite est démantelée dans l'État de New York.
- Le Pentagone reprend une hypothèse de 1998 selon laquelle l'Irak disposerait de laboratoires mobiles d'armes biologiques montés sur des camions.

## Samedi14 septembre 2002
- En France, au cours d'une intervention dans un incendie de chambre de bonne à Neuilly-sur-Seine dans les Hauts-de-Seine, cinq pompiers, âgés de 22 à 27 ans, sont tués dans deux explosions.
- Du 14 au 17 septembre, voyage en Irak de trois députés français de l'UMP (Thierry Mariani, Didier Julia, Éric Diard), ce qui déclenche une polémique.

## Dimanche15 septembre 2002
- Élection municipale partielle à Béthune dans le Pas-de-Calais : l'ancien maire PS, Jacques Mellick, condamné en 1995 à cinq ans d'inéligibilité pour faux témoignage en faveur de Bernard Tapie, l'emporte dès le premier tour avec 51,57 % des voix contre 33,41 % au maire sortant divers-gauche, Bernard Seux.
- En Suède, élections législatives remportées par le premier ministre Göran Persson et par sa coalition de gauche, avec 52,8 % des voix, contre la coalition de centre-droit avec 43,7 %.
- En Macédoine, élections législatives remportées par les partis macédoniens et albanais antinationalistes. Il s'agit des premières élections législatives depuis les accords d'Ohrid en août 2001.
- Formule 1 : Grand Prix automobile d'Italie.

## Lundi16 septembre 2002
- Le gouvernement irakien accepte le retour sans conditions des inspecteurs en désarmement de l'ONU. Le gouvernement américain dénonce « un geste tactique » et demande que « le conseil de sécurité agisse ».

## Mardi17 septembre 2002
- Le premier ministre japonais Jun'ichirō Koizumi se rend en à Pyongyang, en Corée du Nord, et s'entretient avec Kim Jong-il. Il s'agit de la première visite officielle d'un chef de gouvernement japonais dans ce pays.
- Lancement de la construction de l'oléoduc pétrolier de Bakou en Azerbaïdjan jusqu'à Ceyhan en Turquie, en présence du secrétaire d'État américain à l'énergie, Spencer Abraham.

## Mercredi18 septembre 2002
- Attentat-suicide à Oum al-Fahm dans le Nord d'Israël : 2 tués, le kamikaze palestinien et un policier israélien.
- Free dévoile sa première Freebox et révolutionne le marché de l'ADSL en France.

## Jeudi19 septembre 2002
- Le président George W. Bush demande au Congrès d'adopter une résolution l'autorisant à « faire usage de la force ».
- Décès à Rome du cardinal français François-Xavier Van Thuan à l'âge de 74 ans. Il fut ancien archevêque de Saïgon au Viêt Nam du Sud.
- Profitant de la visite officielle du président Laurent Gbagbo en Italie, des militaires se soulèvent. Le général Robert Gueï présenté comme l'instigateur de la mutinerie, est tué. Le 20, retour du président Laurent Gbagbo en Côte d'Ivoire.
- Attentat-suicide d'un kamikaze palestinien dans un autobus, à Tel-Aviv : 6 morts et 6 blessé graves.
- Du 19 au 29 septembre, Tsahal assiège à nouveau le QG de Yasser Arafat à Ramallah, dans le but selon le vice-ministre israélien de la Défense, Weizman Shiri, de le contraindre à l'exil. Le 29, le siège est levé à la demande du gouvernement américain, mais Tsahal maintient l'occupation de la ville.

## Vendredi20 septembre 2002
- En France, Alcatel, grand groupe des télécommunications, annonce la suppression de 23 000 emplois d'ici à la fin de 2003.
- Les 20 et 21 septembre, élections législatives en Slovaquie, remportées par la coalition de centre-droit du premier ministre sortant Mikuláš Dzurinda.
- Le président George W. Bush, dans une monographie de 35 pages intitulée Stratégie nationale de sécurité des États-Unis d'Amérique, justifie les actions militaires préventives contre les « États voyous ».

## Samedi21 septembre 2002
- En France, le RPR, lors de ses assises extraordinaires à Villepinte en Seine-Saint-Denis, prononce son auto-dissolution dans le sein du nouveau parti de droite l'UMP (Union pour la majorité présidentielle).
- En Autriche, à la suite de la démission de ses deux ministres, Suzanne Riess-Passer, présidente du FPÖe et Karl-Heinz Grasser, le FPÖe se réunit en congrès à Oberwart, en l'absence de Jörg Haider, et élit comme président du parti Mathias Reichhold, ancien ministre des transports.
- Décès de l'auteur de science-fiction, Robert L. Forward.

## Dimanche22 septembre 2002
- En France, élection municipale partielle à Levallois-Perret dans les Hauts-de-Seine remportée dès le premier tour par Patrick Balkany, divers-droite, avec 53,78 % des voix. Il était l'ancien maire RPR, battu en 1995, condamné en 1997 à quinze mois de prison avec sursis et 200 000 francs d'amende, réélu en 2001, puis démis par le Conseil d'État.
- En Allemagne, élections législatives remportées par la coalition SPD-Verts menée par le chancelier Gerhard Schröder avec 47 % des voix (Verts 8,6 %) et 306 sièges (Verts 55 sièges). La coalition CDU-CSU-FDP, conduite par le ministre-président de Bavière Edmund Stoiber, obtient 45,9 % des voix et 295 sièges.
- En Côte d'Ivoire, les troupes françaises se déploient. Le 24, des troupes spéciales américaines débarquent. L'évacuation des étrangers commence.

## Lundi23 septembre 2002
- Après les Pays-Bas, la Belgique est le deuxième pays européen à légaliser l'euthanasie.
- L'ancien vice-président des États-Unis, Al Gore, et ancien adversaire démocrate de George W. Bush, critique vivement la stratégie déployée contre l'Irak.

## Mardi24 septembre 2002
- L'Union européenne repousse à 2006 l'échéance fixée pour le retour à l'équilibre budgétaire.
- À Bilbao dans le Pays basque, 2 membres de l'ETA sont tués dans l'explosion de leur voiture, et un attentat à la bombe en Navarre tue un garde civil et en blesse quatre autres.
- Le gouvernement britannique publie un dossier de « preuves » selon lequel le gouvernement irakien aurait la capacité de déployer des armes chimiques et bactériologiques immédiatement et des armes nucléaires dans un ou deux ans.
  - Le gouvernement irakien qualifie ce dossier comme un « mélange de mensonges, de demi-vérités et d'allégations naïves » et demande que Tony Blair soumette son dossier à la Commission de contrôle de vérification et d'inspection de l'ONU et à l'AIEA.

## Mercredi25 septembre 2002
- Manifestations anti-ETA dans toute l'Espagne.
- De l'explosif est trouvé à bord d'un Boeing 737 de la Royal Air Maroc, à Metz en Moselle.

## Jeudi26 septembre 2002
- Le gouvernement irakien fait état de plus de 850 violations de son espace aérien en seulement quatre semaines, par des raids américains et britanniques.
- Au large de la Gambie, un ferry sénégalais, Le Joola, fait naufrage en mer au large des côtes : 60 rescapés sur un millier de passagers. Le bateau, acheté d'occasion, n'aurait pas été conçu pour la mer, mais pour une navigation fluviale.

## Vendredi27 septembre 2002
- Au Maroc, élections législatives remportées par les socialistes. L'opposition islamiste devient la troisième force politique du pays.

## Dimanche29 septembre 2002
- En France, élection municipale partielle à Vitrolles dans les Bouches-du-Rhône. Catherine Mégret, le maire MNR sortant, invalidé, arrive en tête avec 36,73 % des voix, devant le candidat de la gauche avec 31,04 %, mais semble en grande partie avoir fait son plein de voix.
- En Serbie, premier tour de l'élection présidentielle. Le président yougoslave Vojislav Koštunica et le premier ministre fédéral, Miroljub Labus, ont des scores très proches. Le candidat nationaliste, Vojislav Seselj, fait une percée importante avec 23 % des voix.
- Formule 1 : Grand Prix automobile des États-Unis.

## Lundi30 septembre 2002
- Séisme de magnitude 5,4 en Bretagne. Pas de victimes.
- Ouverture à Vienne des discussions sur les modalités d'un retour des inspecteurs en désarmement de l'ONU en Irak.
- Naissance de Maddie Ziegler, Levi Miller et Margot Spica Dalia.

## Naissances
- 2 septembre : 
  - Jacob Ondrejka, footballeur suédois.
  - Daniel Szelągowski, footballeur polonais.
- 5 septembre : Juan David Mosquera, footballeur colombien.
- 6 septembre :
  - Asher Angel, acteur et chanteur américain.
  - Alexander Aravena, footballeur chilien.
  - Ole Enersen, footballeur norvégien.
  - Leylah Annie Fernandez, joueuse de tennis canadienne.
- 7 septembre : Vanderlan, footballeur brésilien.
- 8 septembre : Gaten Matarazzo, acteur américain.
- 12 septembre : Chiara Pellacani, plongeuse italienne.
- 14 septembre :
  - Lohann Doucet, footballeur français.
  - Pape Matar Sarr, footballeur sénégalais.
- 15 septembre :
  - Ayane Miyazaki, coureuse japonaise du combiné nordique.
  - Mahla Momenzadeh, taekwondoïste iranienne.
- 17 septembre : Zinaïda Kouprianovitch, chanteuse, actrice et animatrice de télévision biélorusse.
- 19 septembre :
  - Jason Simmons, acteur américain.
  - Kristopher Simmons, acteur américain.
- 21 septembre : Isabella Blake-Thomas, actrice britannique.
- 23 septembre : Ștefan Pănoiu, footballeur roumain.
- 25 septembre : Griffin Yow, joueur de soccer américain.
- 27 septembre : Jenna Ortega, actrice américaine.
- 30 septembre :
  - Maddie Ziegler, danseuse, actrice et mannequin américaine.
  - Levi Miller, acteur australien.

## Décès
- 5 septembre : David Todd Wilkinson, astronome américain pionnier de l'étude du fond diffus cosmologique (° 13 mai 1935).
- 8 septembre : 
  - Lucas Moreira Neves, cardinal brésilien, préfet de la Congrégation des évêques (° 16 septembre 1925).
  - Henri Rol-Tanguy, figure de la Résistance communiste et de la libération de Paris (° 12 décembre 1943).
- 12 septembre : Thomas Papadoperakis, peintre grec (° 13 juin 1908).
- 14 septembre : Henri Fenet, commandant SS français (° 11 juillet 1919).
- 16 septembre : François-Xavier Nguyen Van Thuan, cardinal vietnamien de la curie romaine (° 17 avril 1928).
- 19 septembre : Général Robert Guéï, auteur d'un coup d'État en Côte d’Ivoire en 1999 puis dirigeant de la junte au pouvoir jusqu'à octobre 2000 (° 16 mars 1941).
- 21 septembre : Robert Forward, physicien et auteur américain (° 15 août 1932).
- 22 septembre : Raoul Rémy, coureur cycliste français (° 25 octobre 1919).
- 23 septembre : John Baptist Wu Cheng-Chung, cardinal chinois, évêque de Hong Kong (° 26 mars 1925).
- 25 septembre : Joffre Dumazedier, sociologue français (° 30 décembre 1915).
- 26 septembre : Philippe Tailliez, dernier des « Mousquemers », trio de pionniers de la plongée sous-marine dont faisait partie Jacques-Yves Cousteau (° 15 juin 1905).
- 30 septembre : Ellis Larkins, pianiste de jazz américain (° 15 mai 1923).